# Edwin Atwater
Pour les articles homonymes, voir Atwater.
Edwin Atwater, né à Williston (Vermont) le 14 septembre 1808 et mort le 18 juin 1874 à Montréal (Québec) à l'âge de 65 ans), homme d'affaires, administrateur et politicien municipal.  Il fut un des administrateurs fondateurs de la Banque d'Épargne de la Cité et du District de Montréal.

## Biographie
Edwin, né à Williston (Vermont), le 14 septembre 1808, est le fils de Linus Atwater. Edwin s'établit à Montréal en 1830. Il y exerce le métier de peintre tout en fondant, avec son frère Albert, une entreprise de peintures, de vernis et de glaces. « Les frères Atwater sont les premiers importateurs de glaces au Canada, et leur fabrique de vernis réduira considérablement l’importation de ce produit sur le marché national » Il épouse, le 23 mai 1833, Lucy Huntington Greene, avec qui il aura huit enfants (4 garçons et 4 filles).
Ses succès en affaires l'amènent à s'impliquer dans le secteur financier. En 1846, il est l'un des administrateurs fondateurs de la Banque d'Épargne de la Cité et du District de Montréal. Il y occupera, au fil des ans, plusieurs fonctions : directeur honoraire (1846 à 1871), directeur (1848 -1874), vice-président (1852 -1859), et président (1859-1861). Il fera également partie des administrateurs de la Banque des Marchands et de la Compagnie d’assurance des citoyens du Canada (Citizens’ Insurance Company of Canada), dont il sera, dans chaque cas, le vice-président.
En 1846, il est associé à la fondation de la Compagnie du télégraphe de Montréal, qui mettra sur pied, l'année suivante, un service télégraphique entre Montréal et Toronto, puis entre Montréal et Québec. En 1849, il sera aussi l'un des fondateurs de la Compagnie du télégraphe entre Montréal et Troy (New York).
Parallèlement à sa carrière d'hommes d'affaires et de financier, Atwater s'engage activement en politique municipale à Montréal. Il sera élu au conseil municipal de Montréal, comme conseiller (1850–1851), et sera par la suite échevin (1852–1857) du quartier Saint-Antoine. Président de la commission de l’aqueduc (1851-1857), il s'efforcera de moderniser les infrastructures montréalaises en ce domaine.
En 1861, il devient président du Bureau de commerce de Montréal (Montreal Board of Trade) et est, de ce fait, membre ex-officio à la Commission du havre, selon les usages en vigueur durant la période 1855 -1873, ainsi que le rappelle son biographe Pierre Landry.

## Hommages
Il a donné son nom à :
- l'avenue Atwater, une rue à Montréal ;
- le marché Atwater, un marché public à Montréal ;
- la bibliothèque Atwater, une bibliothèque indépendante à Montréal, exploitée par le Mechanics Institute of Montreal ;
- la station Atwater, une station sur la Ligne verte du métro de Montréal.